# Amt Varel
Das Amt Varel war ein Verwaltungsbezirk des Großherzogtums Oldenburg und des späteren Freistaates Oldenburg. Der Sitz des Amtes befand sich in Varel. Die Funktion der oldenburgischen Ämter entsprach weitgehend der Funktion der Landkreise im übrigen Deutschen Reich.

## Geschichte
Das Amt Varel wurde im Rahmen der oldenburgischen Verwaltungsreform von 1814 gebildet und umfasste zunächst nur Varel und sein näheres Umland.
1856 wurde das Amt formal in die Stadt Varel und die Landgemeinde Varel gegliedert. Die Stadt Varel erhielt 1858 den Status einer Stadt I. Ordnung, schied somit aus dem Amt aus und wurde amtsfreie Stadt. 1858 traten die Gemeinden Zetel und Bockhorn aus dem aufgelösten Amt Bockhorn zum Amt Varel hinzu. 1867 wurde aus Teilen von Bockhorn und Zetel die neue Gemeinde Neuenburg eingerichtet. 1868 traten die Gemeinden Jade und Schweiburg aus dem aufgelösten Amt Rastede zum Amt Varel hinzu.
Bei der Verwaltungsreform von 1933 wurde das Amt Varel aufgelöst. Der größte Teil des Amtes kam zum Amt Friesland, Jade und Schweiburg kamen zum Amt Wesermarsch. 1939 wurden die oldenburgischen Ämter zu Landkreisen umbenannt.

## Einwohnerentwicklung
| Amt Varel | 1890   | 1900   | 1910   | 1925   |
| --------- | ------ | ------ | ------ | ------ |
| Einwohner | 17.059 | 17.338 | 19.842 | 23.172 |

## Gemeinden
Das Amt Varel umfasste zuletzt sechs Gemeinden (Stand 1. Dezember 1910):
| Gemeinde            | Einwohner |
| ------------------- | --------- |
| Bockhorn            | 3741      |
| Jade                | 2891      |
| Neuenburg           | 1710      |
| Schweiburg          | 1572      |
| Varel, Landgemeinde | 6560      |
| Zetel               | 3368      |